# Grupo de Tarefas Espaciais

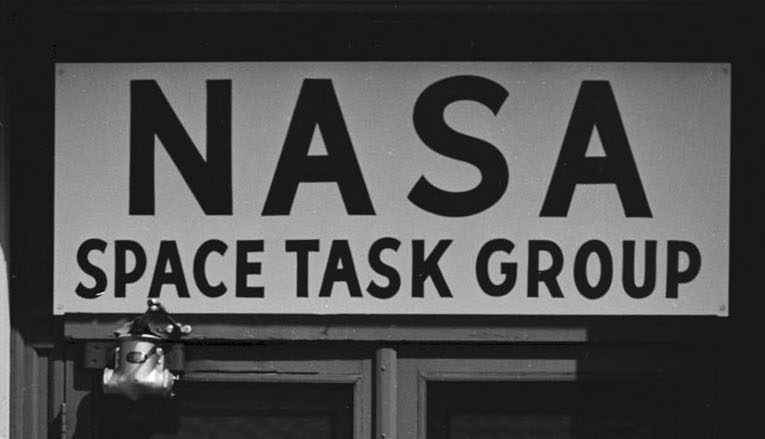
Placa no prédio do Space Task Group, em junho de 1961.

O Grupo de Tarefas Espaciais foi um grupo de trabalho formado por engenheiros da NASA, criado em 1958, com a atribuição de superintendência dos programas de voos espaciais tripulados dos Estados Unidos. Liderado por Robert Gilruth e localizado no Centro de Pesquisa Langley em Hampton na Virgínia.
Depois que o Presidente John F. Kennedy, definiu, em 1961, o objetivo de colocar um homem na Lua em uma década, a NASA constatou ser necessário um esforço muito maior do que o previsto inicialmente. Por isso, para desempenhar a função desse grupo de trabalho, ele foi transformado no Centro de Espaçonaves Tripuladas, atual Centro Espacial Lyndon B. Johnson), localizado em Houston, no Texas. 
Em 1959, o grupo foi expandido com a adição de 32 engenheiros canadenses, que ficaram sem emprego quando o projeto Avro CF-105 Arrow foi cancelado. Entre esses engenheiros, estavam: Jim Chamberlin, George Harris, John Hodge, Owen Maynard, Bryan Erb, Rodney Rose e Tecwyn Roberts.